# 世界最速のインディアン
『世界最速のインディアン』（せかいさいそくのインディアン、The World's Fastest Indian）は、2005年のニュージーランド・アメリカ合衆国の伝記映画。監督はロジャー・ドナルドソン、出演はアンソニー・ホプキンスとダイアン・ラッドなど。1000cc以下のオートバイの地上最速記録保持者バート・マンローの実話をもとにしているが、様々な脚色が加えられておりノンフィクションではない。

## ストーリー
1960年代、ニュージーランドの南端に位置する田舎町インバーカーギル。小屋で一人暮らしの67歳の男バート・マンローは、21歳の時に買ったオートバイ1920年型インディアン・スカウトの改造に40年以上も日々勤しんでいる。彼の夢は、ユタ州ボンネビル・ソルトフラッツに渡り、その愛車で世界最速記録に挑むことだった。近所の子どもに「忘れるな。夢を追わない人間は野菜と同じだ」と諭す。子どもは「どんな野菜？」「さあな、キャベツだ。そう、キャベツだ」という。困難を乗り越えてアメリカに渡るが、コックニーに似たニュージーランドの発音で苦労する。それでもマンローは決してめげない。

## キャスト
※括弧内は日本語吹替
- バート・マンロー - アンソニー・ホプキンス（石田太郎） - 初老のライダー。
- ジム・モファット - クリス・ローフォード（てらそままさき） - 会場で親しくなったモファットレーシングのオーナー兼レーシングドライバー。
- トム - アーロン・マーフィ（英語版）（高橋まゆこ） - 隣家の少年。バートを慕っている。
- ティナ・ワシントン - クリス・ウィリアムズ（英語版）（石井隆夫） - モーテルの受付。おかま。
- エイダ - ダイアン・ラッド（谷育子） - 旅の途中で一夜をともにした女性。
- ラスティ - パトリック・フリューガー - ガソリンスタンドでバートと出会った米軍帰還兵。
- フェルナンド - ポール・ロドリゲス（英語版） - 中古車販売業者。
- フラン - アニー・ホイットル（英語版） - 地元のガールフレンド。

## スタッフ
- 脚本・監督：ロジャー・ドナルドソン
- 製作：ロジャー・ドナルドソン、ゲイリー・ハナム（英語版）
- 製作総指揮：稲葉正治、チャールズ・ハナー、深沢恵、井関惺、バリー・M・オズボーン
- 撮影監督：デイヴィッド・グリブル
- 編集：ジョン・ギルバート
- 音楽：J・ピーター・ロビンソン（英語版）
- 視覚効果スーパーバイザー：ケント・ヒューストン
- 美術監督（アメリカ）：J・デニス・ワシントン
- 美術監督（ニュージーランド）：ロブ・ギリーズ
- キャスティング（アメリカ）：ダイアン・クリテンドン
- キャスティング（ニュージーランド）：ダイアナ・ローワン
- 衣装（アメリカ）：ナンシー・キャヴァレロ
- 衣装（ニュージーランド）：ジェイン・ホランド
- 共同製作：ジョン・J・ケリー
- ラインプロデューサー：ドン・シェイン、マレー・フランシス

## 作品の評価
Rotten Tomatoesによれば、143件の評論のうち高評価は82%にあたる117件で、平均点は10点満点中6.9点、批評家の一致した見解は「アンソニー・ホプキンスが年齢を感じさせないスリルを求める男を温かく親しみやすく演じているおかげで、型通りのストーリー展開を乗り越えている。」となっている。
Metacriticによれば、32件の評論のうち、高評価は28件、賛否混在は4件、低評価はなく、平均点は100点満点中68点となっている。